# 2015 KF172
2015 KF172 est un transneptunien de la famille des objets épars. 
Son diamètre est estimé à 329 km, ce qui pourrait le qualifier comme candidat au statut de planète naine.